# Paolo Grassi
Paolo Grassi (Milán, 30 de octubre de 1919 - Londres, 14 de marzo de 1981), fallece a los 61 años en el curso de una intervención quirúrgica al corazón. 
Hombre de teatro, en 1947 funda con Giorgio Strehler el Piccolo Teatro di Milano que codirigen hasta 1967 y hasta 1972, Paolo Grassi continúa dirigiéndolo.
En 1972 pasa a dirigir la Teatro de La Scala. 
A fines de 1976 deja Milán y parte hacia Roma como Presidente de la RAI-TV, cargo que conserva por tres años.